# Perú (subte de Buenos Aires)
La estación Perú forma parte de la red de subterráneos de la Ciudad de Buenos Aires. Se encuentra entre las estaciones Piedras  y Plaza de Mayo de la línea A. Perú hace de terminal de la línea cuando hay actos y manifestaciones en Plaza de Mayo o cuando la estación Plaza de Mayo no se encuentra operativa por obras o reformas en la misma.

## Ubicación
Está ubicada debajo de una de las arterias más pintorescas de la Ciudad, la Avenida de Mayo, en su intersección con la calle Perú, en el barrio porteño de Monserrat.

## Combinaciones
Es una estación concurrida debido a que se encuentra en la zona céntrica de Buenos Aires, pudiéndose realizar combinación con las estaciones Catedral de la línea D y Bolívar de la línea línea E.

## Hitos urbanos
- Cabildo de Buenos Aires
- Calle Florida
- Legislatura de la Ciudad de Buenos Aires
- Plaza de Mayo
- Manzana de las Luces
- Iglesia de San Ignacio
- Colegio Nacional Buenos Aires

## Historia
Esta estación perteneció al primer tramo de la línea inaugurado el 1° de diciembre de 1913, que unía las estaciones de Plaza Miserere y Plaza de Mayo. Fue nombrada en honor a la República del Perú.
En la década de 1970 Perú se transformó en la primera estación de la línea A equipada con un par de escaleras mecánicas.
En 1997, esta estación fue declarada monumento histórico nacional.

### Decoración
En el año 1988 se le realizó, con motivo del 75.º aniversario de la inauguración de la línea, una restauración general que le brindó la particularidad de lucir con un aspecto similar al que tenía a principios del siglo XX, incluyendo reproducciones de afiches publicitarios de la época, rejas, boleterías originales de 1913, azulejos respetando los diseños originales, balanzas de peso antiguas, faroles, baldosas cerámicas y otros detalles.
Incluso las bocas de acceso a la estación fueron dotadas con carteles a imitación de los originales que poseía toda la línea en 1914.
A pesar de ello, la estación fue nuevamente restaurada, y esta vez modernizada por completo en el marco de un proyecto que abarcó toda la línea A a cargo de la Secretaría de Transporte de la Nación, originalmente encargado al concesionario Metrovías y posteriormente pasado a la esfera estatal con la renegociación del contrato posterior a la crisis económica de 2001.
Entre 2007 y 2008 se llevaron a cabo el cambio total de las azulejos de las paredes, de la iluminación al estilo de los años '20 por lámparas más modernas y el retiro de los carteles publicitarios restaurados hacía dos décadas, sin respetar el valor histórico brindado a la estación en 1997. Además, se comenzó el equipamiento con ascensores para discapacitados y nuevas escaleras mecánicas en ambos andenes, aún en proceso.
En mayo de 2009 finalmente comenzó la colocación de fotografías históricas de la línea A en reemplazo de los carteles publicitarios antiguos.
En el pasaje que conecta esta estación con Catedral, de la Línea D, Metrovías inauguró en 2008 el mural El mundo según Mafalda dedicado a los personajes de la historieta homónima de Quino y realizado por un grupo de ceramistas encabezado por Teodolina García Cabo.

## Imágenes

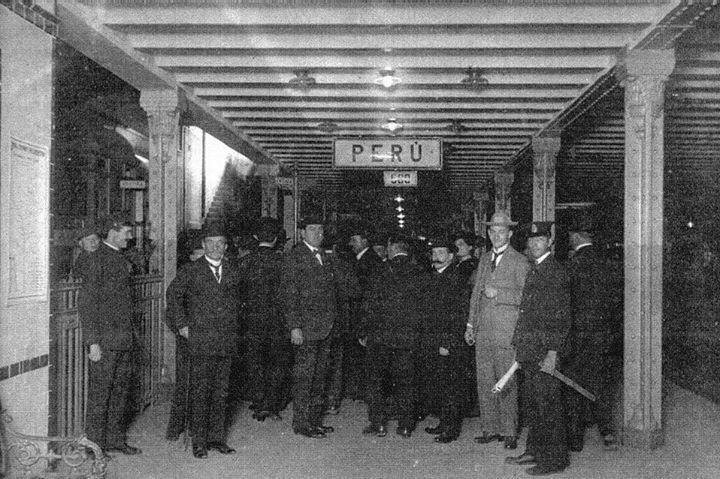
La estación en 1914
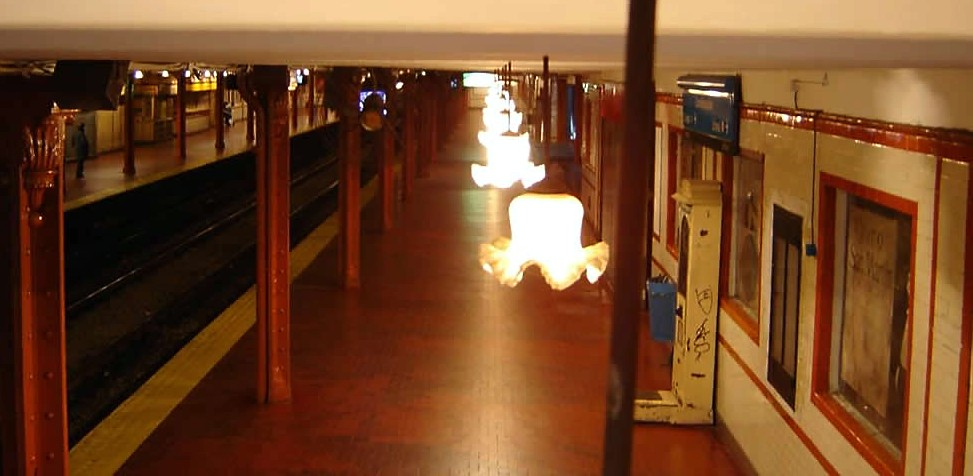
Andén conservado como en 1913
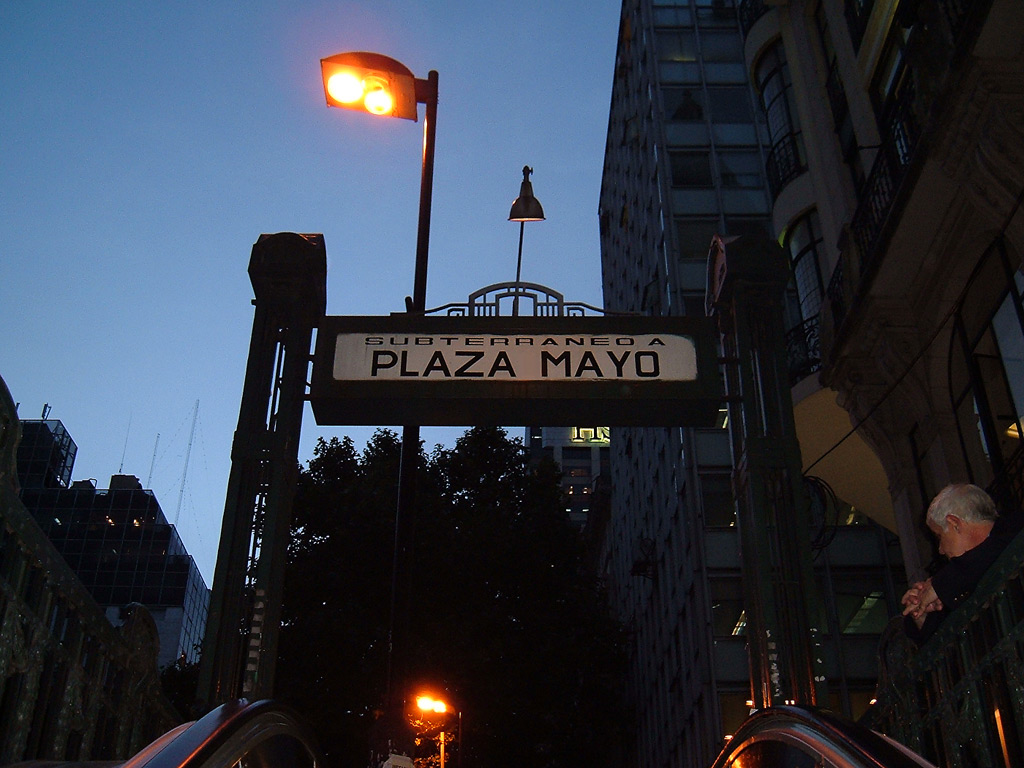
Nomenclador original
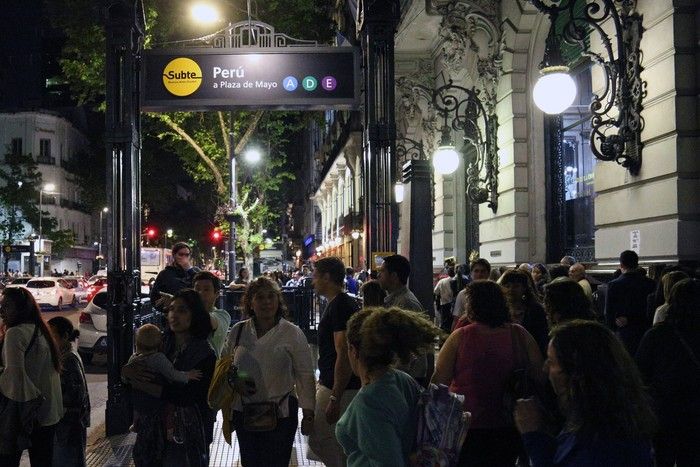
Nomenclador actual
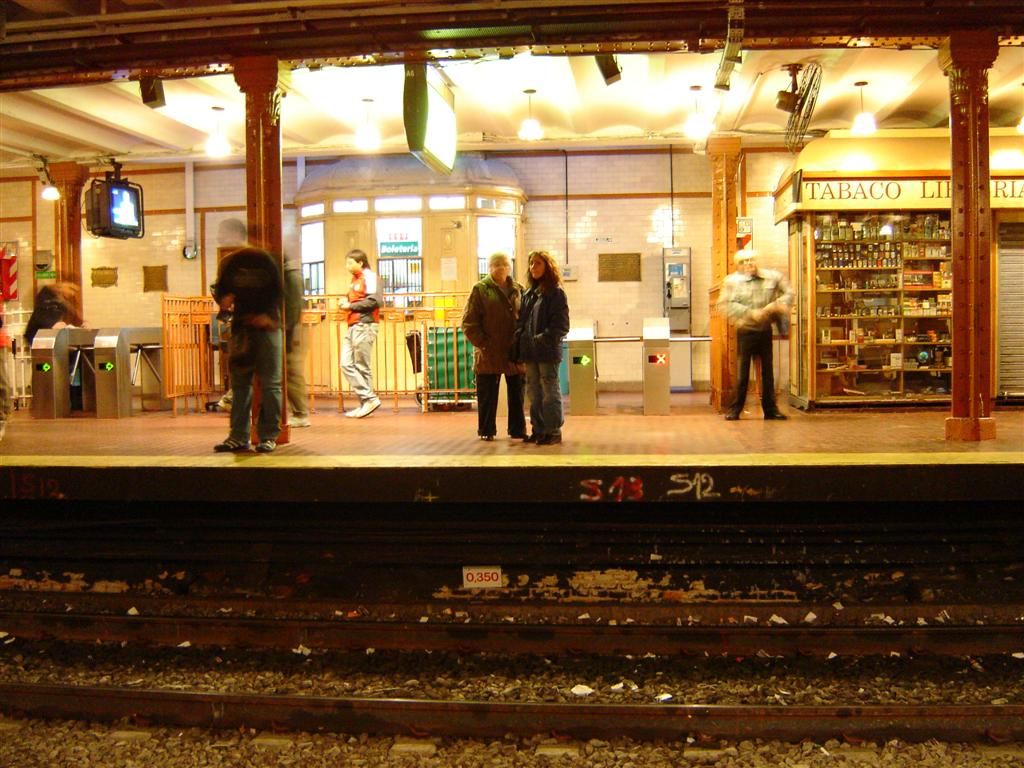
Elementos de época
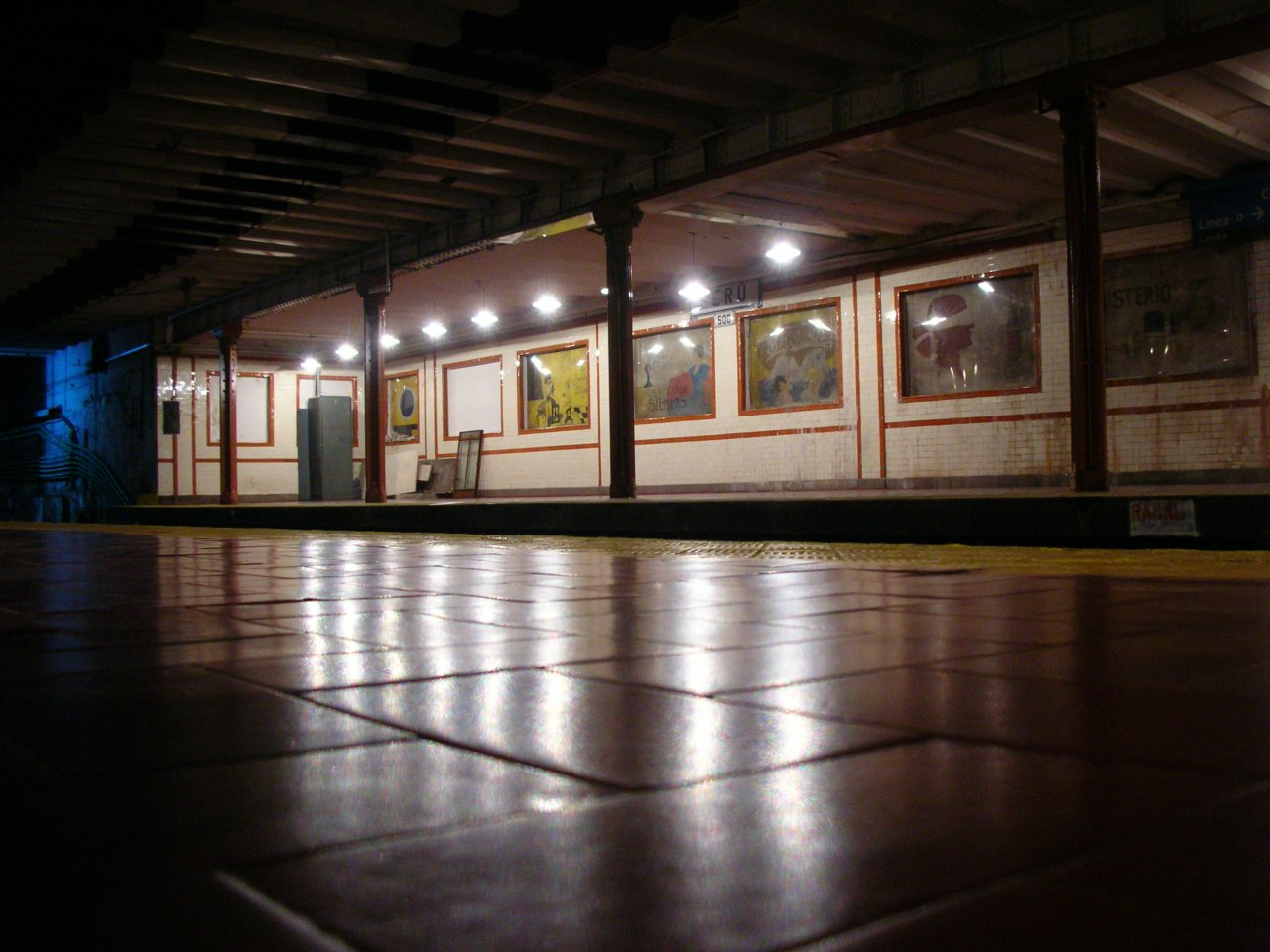
Vista nocturna
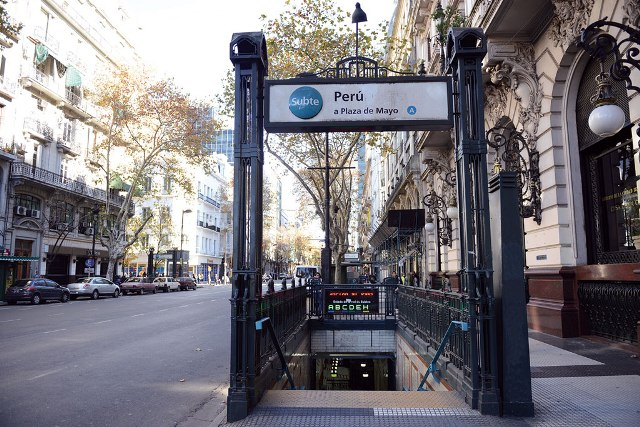
Entrada y entorno de la estación
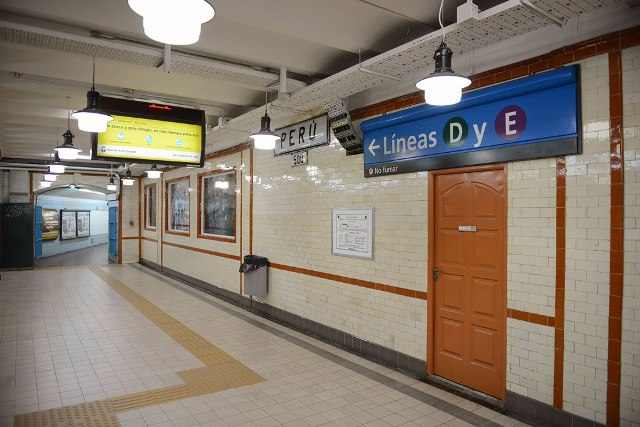
Combinación hacia las líneas  y
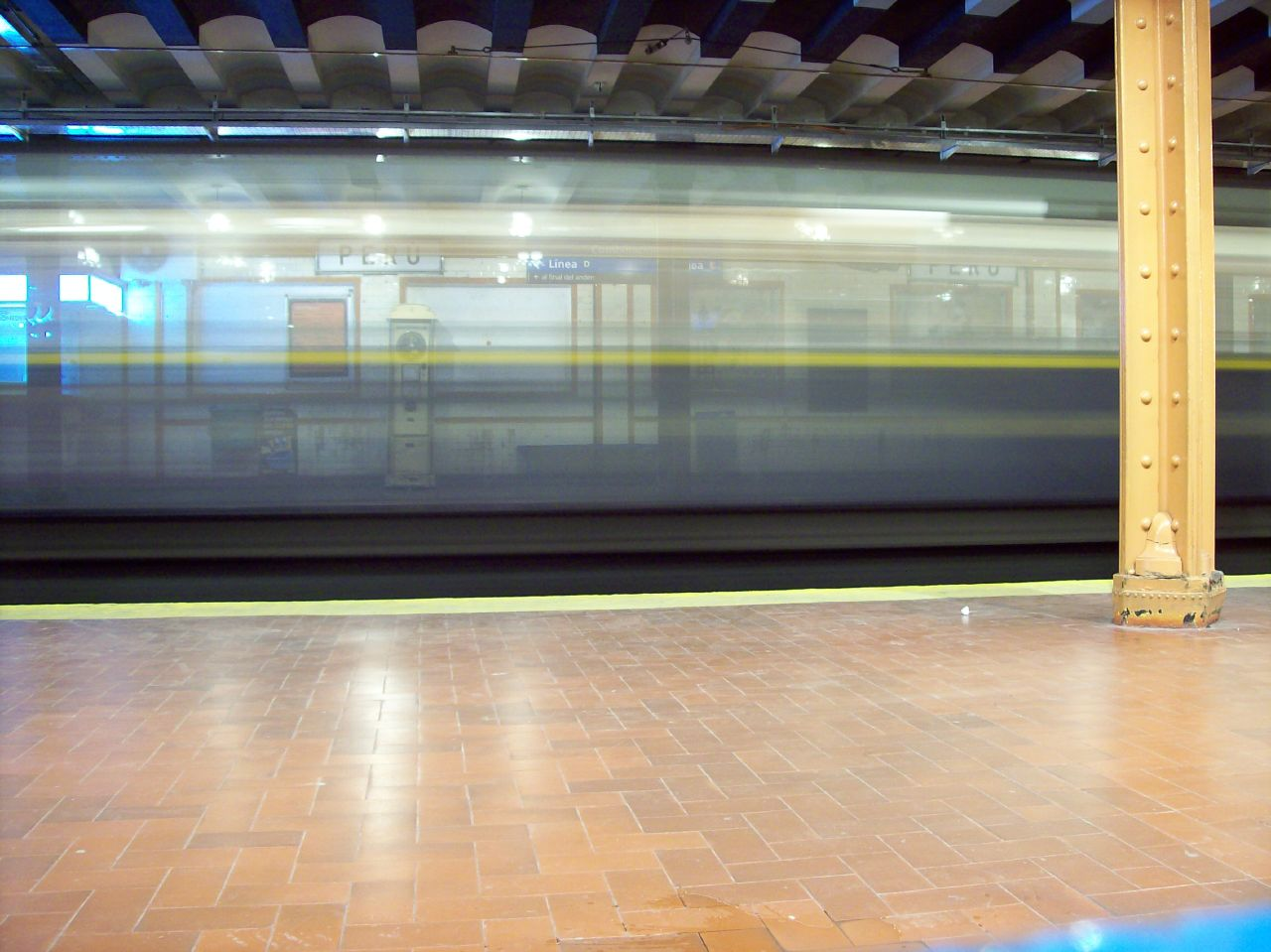
Un tren deja la estación
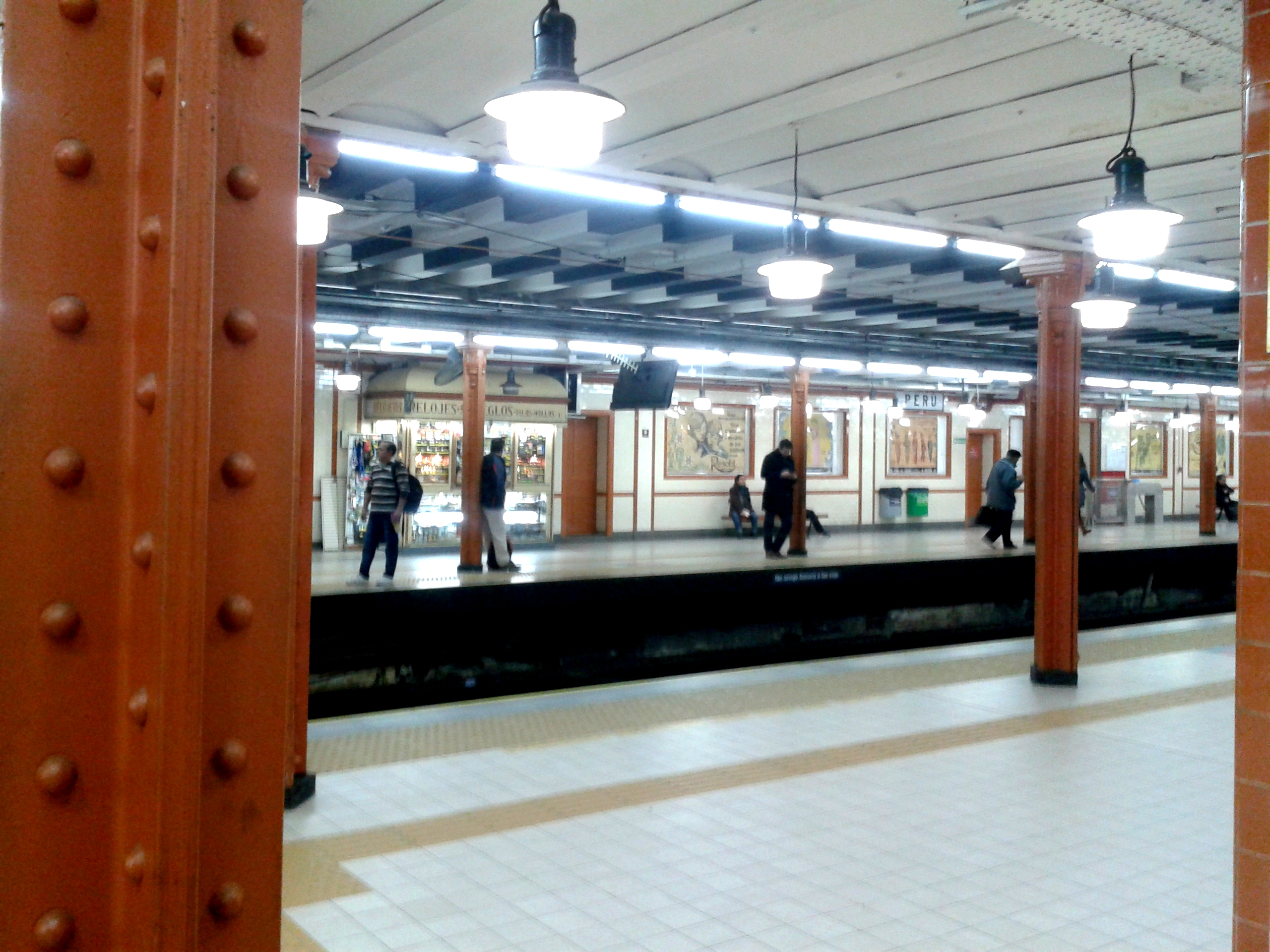
Personas esperando en el andén
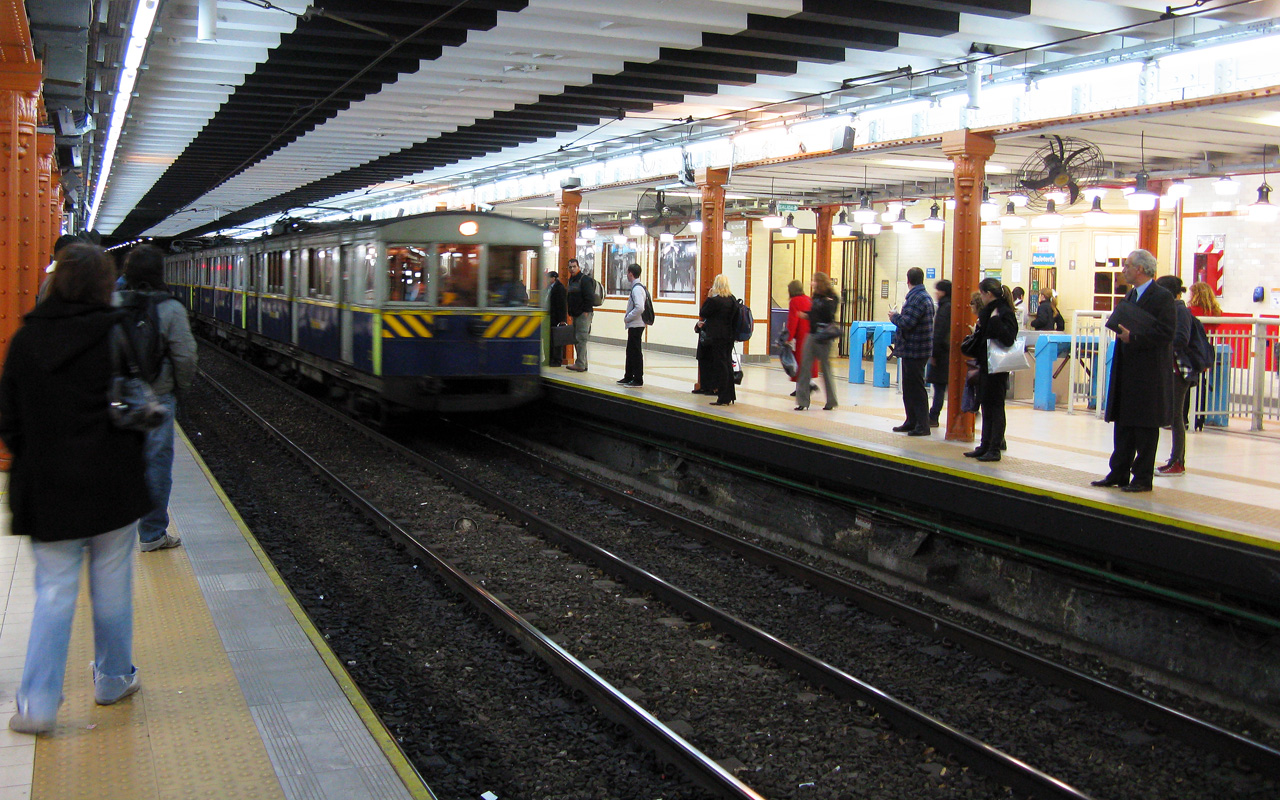
Formación original la Brugeoise